# Marcelo Saralegui
Marcelo Saralegui Arregín, mais conhecido como Marcelo Saralegui (Montevidéu, 18 de maio de 1971), é um treinador e ex-futebolista uruguaio que atuava como Meia. 

## Carreira
Em 18 anos de carreira, Saralegui (apesar do sobrenome, não possui parentesco com o também ex-jogador Mario Saralegui), revelado no Nacional em 1988, jogou também por Torino, Racing Club, Colón, Independiente, Fénix e Uruguay Montevideo, onde parara de jogar em 2004.
Marcelo, que havia se tornado treinador no mesmo ano de 2004, também no comando do Uruguay Montevideo, encerrou definitivamente sua carreira em 2007. esteve comandando o Cerrito, em duas oportunidades e recentemente treinou o Rampla Juniors.

## Títulos
Nacional
- Campeonato Uruguaio: 1992 e 2001

Torino
- Coppa Italia: 1992-93

Seleção Uruguaia
- Copa América: 1995